# کرسول (اورگن)
کرسول (به انگلیسی: Creswell) شهری در شهرستان کلتسپ ایالت اورگن است و در سرشماری سال ۲۰۱۱ میلادی، ۵٬۰۱۵ نفر جمعیت داشته که نسبت به سال ۲۰۱۰، −۰٫۳۲ درصد رشد جمعیت داشته‌است.

## موقعیت جغرافیایی
موقعیت جغرافیایی شهرها و مناطق اطراف به شرح زیر است: